# 新四军第7师
新四军第7师，全称国民革命军新编第四军第七师，皖南事变后，1941年5月1日，由无为游击纵队、新四军第3支队挺进团、皖南突围部队和部分地方武装编成，师长张鼎丞（未到职），政治委员曾希圣，参谋长李志高，政治部主任何伟。辖第19旅和挺进团，共3000余人。

## 概述

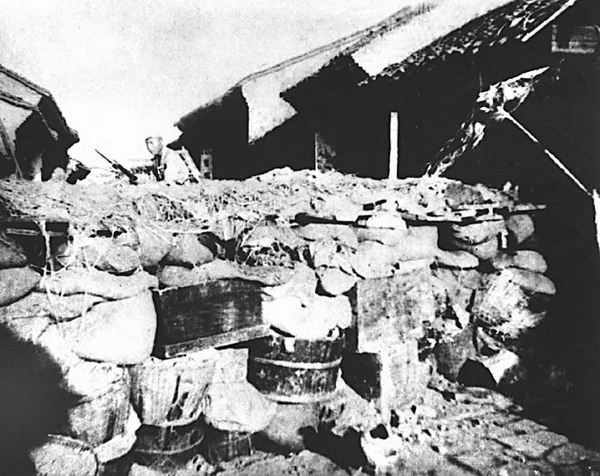
1945年秋，新四军第七师部队向安徽省无为县襄安镇的拒降日军发起攻击。

皖南事变后，1941年2月18日，中共中央军委发布命令，委任新四军七个师的军政负责人，任命张鼎丞为新四军第七师师长，曾希圣为政委。1941年3月17日，新四军军部致电曾希圣，就成立七师及其编组问题做出指示：“决定孙仲德无为纵队，林维先挺进团及现有散布在皖南的部队，及已突围过江之皖南部队，均归七师编制：即由张（云逸）、邓（子恢）协同曾希圣商定编制办法，并开始工作。”指定“七师活动地区，暂时以孙、林部驻地为中心，积极整训编制”。1941年5月1日，新四军第七师和无为县抗日民主政府同时在无为县白茆洲正式成立。第七师由三部分组成：一是皖南突围部队700人，二是林维先挺进团500人，三是孙仲德无为游击纵队800人。师长张鼎丞（在延安，未到职），政治委员曾希圣，副政委李步新，参谋长李志高，政治部主任何伟。1941年11月，在皖南事变突围的傅秋涛任副师长、代理师长。突围部队与游击纵队两个团合编为十九旅，旅长孙仲德，政治委员曾希圣，参谋长林维先，政治部主任何伟，师部和旅部合署办公，辖五十五、五十六团，每团辖三个营，每营辖三个连，每连七八十人不等。挺进团与张体学团编为鄂皖挺进支队，地方部队除编入五十六团外，编三个地方独立大队(独立一营、独立三营、特务营)，在十九旅司令部设一个教导大队。
- 五十五团：皖南事变突围的指战员与江北游击纵队独立营（前身是桐城第二游击大队）合编。团长谢忠良是新四军二支队侦察科长，政委黄火星/肖锡辉（1942年3月无为县土桥战斗牺牲），副团长兼政治部主任黄彬（江北游击纵队独立营教导员），参谋长王明星（1941年7月23日反清乡突围牺牲）/刘世湘，政治处副主任刘全。何志远后任团政治处主任。
- 五十六团：无为游击纵队编成十九旅五十六团。前身是1940年6月新七团改为江北游击纵队第二团。后二团团部及第二营（含三营八连）开赴巢无地区，与地方游击队组成无为游击纵队。1943年2月，十九旅撤消，五十六团改为第七师独立团。
- 五十七团：1941年8月23日，以五十六团一营为基础成立，负责恢复皖南敌后工作。全团共5个连兵力。梁金华任团长，陈仁洪任副团长，马长炎任政治委员，徐绍荣任参谋长，刘全任政治部主任（1941年9月14日渡江牺牲）。团部驻无为县白茆洲。
- 五十八团：1941年1月成立桐西独立大队。8月改名为桐怀潜独立团。12月编为十九旅五十八团。1942年春，林维先的挺进团与桐怀潜独立团合编为第七师五十八团。团长傅绍甫，政委彭胜标，副团长叶树槐，参谋长李德安，主任曾宪忠。
- 挺进团：1940年7月下旬，三支队挺进团在桐（城）东水圩的谢氏宗祠召开成立大会，三支队参谋长兼挺进团团长林维先，政委张友来（1941年皖南作战失踪）/彭胜标，参谋长何绍甫，政治处主任彭胜标/何志远，后勤处主任廖乾祥。下编三个大队，全团共约700余人。1941年5月挺进团各大队改为营的番号：三大队改为一营，营长傅绍甫，政委赖振刚；二大队改为三营，营长李德安，教导员李盛才/江厥成。全团共辖一、三两个营。
  - 章啸衡在铜陵地区的收编的原国民党川军改编为三支队特务营，编为第一大队，大队长蒋希伯。1939年9月蒋希伯带一大队的一、二中队逃往庐江并入桂系一七六师周雄团(即五二八团)
  - 桐庐游击大队编为第二大队，大队长方英，教导员鲁生兼桐庐县委书记；
  - 三支队五团三营为第三大队，大队长傅绍甫，教导员赖振刚。
  - 团直属队编有一个特务连。
- 独立团：1941年8月中旬根据七师师部的决定，将桐、怀、潜地区的游击队（1941年3月成立桐庐县独立总队）合编为独立团。挺进团一营营长傅绍甫任团长，桐怀潜中心县委书记林立兼政委，叶树槐为副团长兼参谋长，马守一任政治处主任。下辖2个营，一营营长叶树槐，教导员马守一；二营营长张振中，教导员宋海珊。继续坚持桐、怀、潜、舒地区斗争，并保持与西侧的挺进团和桐东地区五十五团的联系。1941年8月底，独立团进入桐东地区，同驻守三公山地区的五十五团呼应。11月，桂系一七六师3个团和桐、庐、无3县自卫团“围剿”三公山。桐南独立团配合五十五团反“围剿”，经7昼夜激战，五十五团退守无为。桐南独立团留下50人由林立和张振中带领在桐南一带继续坚持游击活动，其余部队撤到无为抗日根据地。12月，桐南独立团编入新四军正规部队。

七师为了牵制驻大别山区的桂系李品仙部向皖中、皖东抗日根据地发起进攻，1941年3月命令七师挺进团挺进大别山区，深入到桐城、潜山、怀宁、舒城、霍山、岳西等地开展活动，打通与新四军五师的联系；令五十五团进入桐东、庐南地区，接替挺进团活动区。1941年4月22日七师挺进团在宿松县西北陈汉沟与新四军第5师第14旅第42团政委张体学会师，打通了与第5师的联系。5月，挺进团与中共赣东北特委领导的武装会合，成立了鄂皖挺进支队。7月至9月，七师挺进团2个营、约800余人,在团长林维先、政委李丰平（鄂皖边区特委书记）、副政委黄先（赣东北特委书记）、政治处主任彭胜标、参谋长袁大鹏率领下，从桐东和桐潜边区出发，分4批陆续西进太宿望的泊湖湖区，并同先期抵达这里的赣东北特委书记黄先及其领导的100余人宿望湖区独立大队（大队长商群，副大队长刘宗超）、新四军五师独立第五营、当地游击会合。宿望湖区独立游击大队改编为独立团，团长刘宗超。1942年1月初，宿望湖区被桂系攻陷，挺进团已与桐怀潜独立团退入无为，合编为七师五十八团。
1941年11月，傅秋涛任副师长。到1942年春，第7师相继发展了铜陵、繁昌地区，含山、和县地区，桐城、怀宁、潜山地区，望江、太湖、宿松地区，创建了皖中、皖南抗日游击根据地，打通了与新四军第6师、新四军第2师的联系。4月，孙仲德任参谋长，撤销第19旅旅部，由师直辖第55、第56、第57、第58团和1个特务营、3个游击大队及教导大队。
1943年3月，师部兼皖中军区领导机关，辖含和、沿江、皖南、巢湖4个支队和1个独立团，各支队并兼军分区。3、4月间，第7师先后两次粉碎日伪军万人的扫荡 ，歼日伪军300余人。同年9月15日，谭希林任代师长，第2师第6旅第16团划归新四军第7师建制。11月，第7师主力一部歼顽军900余人，再次粉碎了国军进攻。1945年3月，皖中军区改称皖江军区，领导机关仍由第7师兼。4月，新四军第3师独立旅划归第7师指挥。6月16目，以沿江支队主力与第16团合编，重建第19旅，另以沿江支队独立团和部分地方武装重建沿江支队。8月，第7师开展大反攻，先后攻克无为县城和望城岗等日伪军据点40余处，歼敌近万人。9月，第3师独立旅归建，第7师免兼皖江军区领导机关。10月，第7师编入津浦前线野战军，仍称第7师，所属部队编为第19、第20、第21旅，撤离皖江地区。第7师在抗日战争中，共歼日伪军2万余人，部队发展2万余人，组建地方武装7000余人。

## 军政委员会
新四军第7师军政委员会，是中国共产党在新四军第7师的集体领导机构。1941年4月30日，经中共中央军事委员会批准，在新四军第7师设立军政委员会，由曾希圣、张鼎丞、孙仲德、何伟4人组成，曾希圣任书记。1942年3月28日，中共中央华中局以曾希圣、傅秋涛、孙仲德、何伟组成第7师军政委员会，仍由曾希圣任书记，在曾希圣离部时由傅秋涛代理书记。抗日战争胜利后撤销。